# Béla Földes

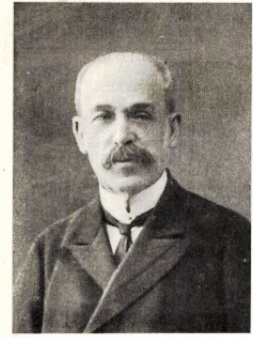
Béla Földes (1917)

Béla Földes (bis 1881 Béla Weisz, * 25. September 1848 in Lugos, Komitat Krassó; † 18. Januar 1945 in Budapest) war ein ungarischer Wirtschaftswissenschaftler, Statistiker und Minister. Er war Mitglied der Ungarischen Akademie der Wissenschaften.

## Leben
Nach dem Studium der Rechts- und Staatswissenschaften an den Universitäten in Budapest, Wien und Leipzig, das er 1873 mit dem Doktorgrad abschloss, war er bis 1879 Dozent an der Budapester Handelsakademie. Anschließend war er 1879/1880 Dozent an der Rechtsakademie in Nagyvárad im Komitat Bihar und kehrte danach erneut nach Budapest zurück, wo er Dozent für Statistik wurde. 1892 kam er als Nachfolger von Gyula Kautz zum Lehrstuhl für Nationalökonomik und Finanzwissenschaft. Im Folgejahr wurde er Mitglied der Ungarischen Akademie der Wissenschaften. Ab 1906 war er Reichstagsabgeordneter der Unabhängigkeits- und '48-er Partei (Függetlenségi és 48-as Párt) für den Wahlkreis Nagybánya im Komitat Szatmár und diente vom 18. August 1917 bis 8. Mai 1918 als Minister ohne Portefeuille für Übergangswirtschaft in den Kabinetten von Móric Esterházy und Sándor Wekerle. Er starb im Januar 1945 im Budapester Ghetto.